# Ladislav Kolonič z Kologradu
Ladislav Kolonič z Kologradu, nebo také Kollonics, Kolonić, Kollonitz apod. (maďarsky kollográdi Kollonics László, německy Ladislaus (von) Kollonitz, 7. prosince 1736, Vídeň – 23 dubna 1817, Kaloča) byl uherský šlechtic z původem chorvatského rodu Koloničů z Kologradu. Působil jako katolický duchovní, prelát, biskup sedmihradský, varadínský a arcibiskup kaločský.

## Život
Ladislav Kolonič se narodil ve Vídni jako syn Ladislava Kollonicse (1705–1780), adoptovaného vídeňským arcibiskupem Zikmundem kardinálem Koloničem z Kologradu, který byl posledním mužským potomkem starobylého rodu Koloničů, a jeho manželky Marie Eleonory (1711–1759), dcery Jana Jindřicha z Koloniče († 1721) a jeho manželky Marie Alžběta z Valdštejna. Měl celkem deset sourozenců, mezi nimi bratra Karla Josefa (1730–1804) a tři sestry: Marii Františku (1729–1766) provdanou Falkenhaynovou, Marii Alžbětu (1732–1754) provdanou za Jana Josefa z Thun-Hohensteinu Marii Terezii provdanou ze Evžena Václava Bruntálského z Vrbna.
Dne 11. listopadu 1759 byl Ladislav vysvěcen na kněze. 24. dubna 1775 ho papež Pius VI. jmenoval biskupem sedmihradským a 28. května 1775 byl vysvěcen. V této funkci působil do 25. června 1781, kdy jej týž papež jmenoval biskupem v Oradea-Mare.
10. března 1788 byl jmenován arcibiskupem kaločským. Od roku 1799 byl Ladislav Kolonič poradcem uherského krále Františka.
Ladislav Kolonič z Kologradu zemřel 23. dubna 1817 v Kaloči ve věku 80 let.

## Spisy
- Excelsi proceres et inclyti status. ac ordines regni Hungariae. Budae, 1790.
- Kollonics Ladislaus… petit repositionem in officium perpetui comitis Bácsiensis. U. ott, 1790.
- Sermo occasione introductionis ordinis S. Benedicti et installationis primi post restitutionem archi-abbatis… dictus die 25. Aprilis 1802. Posonii.
- Sermo, quem … die 2. Junii 1788., quippe occasione solennis in metrop. suam sedem ingressus, et installationis ad clerum et populum archi-dioecesis suae habuit. Pesthini, (1823.)